# 두타산 이승휴 유적
삼척 두타산 이승휴 유적(三陟頭陀山李承休遺蹟)은 대한민국 강원특별자치도 삼척시의 사적이다. 천은사 사적기에 따르면 고려시대의 학자인 이승휴가 만년에 벼슬을 버리고 이 절 인근 지역인 두타산 귀동으로 돌아와 용안당에 머물면서 《제왕운기》를 저술하였다 한다. 《제왕운기》 서문에 “두타거사 신 이승휴”라 기록되어 있고 용안당을 후에 간장사라 이름을 고쳤는데 이것이 현 천은사의 전신 사찰인 점으로 미루어 이 지역이 이승휴와 관련된 유허지임을 알 수 있다.
1987년 6월 8일 강원도의 기념물 제60호 삼척 천은사의 이승휴 유허지로 지정되었다가, 2000년 9월 16일 사적 제421호로 승격 지정되었고.  2011년 7월 28일 지금의 명칭으로 변경되었다.

## 개요
이곳은 고려 시대의 뛰어난 문인이자 정치가인 동안거사(動安居士) 이승휴(1224~1300)가 벼슬을 버리고 내려와 집을 짓고 살던 터이다. 고려 충렬왕 13년(1287년) 무렵 이승휴는 이곳에서 우리 민족의 역사서에서 가장 귀중한 자료 중 하나인 「제왕운기(帝王韻紀)」를 저술하였다.
이승휴는 어렵게 벼슬을 얻었으나 강직한 성품 탓에 여러 번 좌천되었다. 이에 어머니의 고향인 두타산 구동(龜洞)으로 돌아와 「제왕운기」, 「내전록」, 「동안거사집」 등의 책을 저술하였다. 특히 「제왕운기」는 우리나라 역사와 중국 역사를 칠언시(七言詩)와 오언시(五言詩)로 엮은 서사시로, 우리 역사의 독자성과 정체성을 밝히고 계승 관계를 체계화한 귀중한 자료이다.
「동안거사집」의 '보광정기'를 보면 이승휴는 언덕 위에 용안당(容安堂)을 짓고 여기서 생활하였다고 한다. 용안당 남쪽에 우물을 만들어 표음정(瓢飮渟)이라고 불렀으며, 이 위에 정자를 짓고 보광정(葆光亭)이라고 불렀다. 보광정 아래에는 연못을 만들어 지락당(知樂塘)이라고 불렀다. 이 내용은 1998년에 실시한 발굴 조사에서 절터와 연못의 흔적, 청자 가마터 등이 나오며 사실로 확인되었다.